# Nilton
Nilton Ernesto znany jako Nilton (ur. 8 grudnia 1996 w Maputo) – mozambicki piłkarz grający na pozycji środkowego pomocnika. Od 2018 jest zawodnikiem klubu CD Costa do Sol.

## Kariera klubowa
Swoją karierę piłkarską Nilton rozpoczął w klubie AD Macuácua. W 2016 roku zadebiutował w jego barwach w drugiej lidze mozambickiej. W 2017 roku występował w CD Maxaquene. W 2018 roku przeszedł do klubu CD Costa do Sol. W 2018 roku zdobył z nim Puchar Mozambiku, a w sezonie 2019 został mistrzem tego kraju.

## Kariera reprezentacyjna
W reprezentacji Mozambiku Nilton zadebiutował 10 marca 2019 w zremisowanym 1:1 towarzyskim meczu z Eswatini, rozegranym w Pretorii.